# Птица в пространстве
«Птица в пространстве» — цикл скульптур румынского скульптора Константина Брынкуши, над которым он периодически работал в течение 28 лет.

## История
С 1912 по 1940 год Брынкуши создал 29 версий «Птицы в пространстве» из бронзы, мрамора различных цветов и гипса.
Первая и самая известная скульптура цикла находится в музее Метрополитен в Нью-Йорке, а бронзовая версия — в нью-йоркском Музее Современного Искусства.
Серия «Птица в пространстве» была начата скульптурой «Майастра», изображающей волшебную птицу из румынского фольклора. В первых скульптурах цикла (1912—1917) Брынкуши пытался показать двойственную природу птицы, которая согласно легендам превращалась в фею. Но вскоре от подчёркивания женственности Брынкуши сконцентрировался на воплощении в камне магического полёта. С 1919 года скульптуры цикла становятся более абстрактными. Если вначале перед Брынкуши, по его собственным словам, стояла задача изобразить птицу, поднимающую голову, так, чтобы в этом жесте не было гордости и вызова, то в более поздних скульптурах основное внимание уделяется символизму полёта. Этот символизм отражает побег из мира повседневности в трансцендентный мир.

## Интересные факты
- Джонатан Хайес, дизайнер игровой приставки Microsoft Xbox 360, взял за основу её внешнего вида серию скульптур «Птица в пространстве».

- Одна из работ серии «Птица в пространстве» в 2005 году была продана на аукционе Кристиз в Нью-Йорке за 27 миллионов 400 тысяч долларов. Первоначально скульптура была оценена в 8—12 миллионов долларов. Работа не была включена до этого ни в какой каталог, и с 1937 года находилась в частной коллекции в Европе, будучи аутентифицированной лишь за несколько дней до аукциона. Эта скульптура сделана из мрамора и камня в 1922—1923 годах. Её высота — 1 метр 21 сантиметр.

- «Птица в пространстве» играет активную роль в кинокомедии «Буги-вуги»: пара богатых коллекционеров постоянно перетаскивает «Птицу» по своему дому, а также использует скульптуру в качестве вешалки для пальто.